# Znucalite
La znucalite è un minerale.